# باول أوبري
باول أوبري (بالفرنسية: Paul Aubry)‏ هو سياسي فرنسي، ولد في 14 فبراير 1902، وتوفي في 2 يونيو 1998. حزبياً، نشط في الحزب الراديكالي. وقد انتخب نائب فرنسي.